# Marica Bodrožić
Marica Bodrožić (Cista d'Imoschi, 3 agosto 1973) è una scrittrice tedesca d'origine croata.

## Biografia
Nata nel 1973 a Svib, frazione di Cista d'Imoschi, vive e lavora a Berlino.
Ha trascorso l'infanzia in Dalmazia e nel 1983 si è trasferita con i genitori in Germania dove ha studiato antropologia culturale, lingua e letteratura slava e psicoanalisi all'Università Goethe di Francoforte.
Ha esordito nel 2002 con la raccolta di racconti È morto Tito e in seguito ha pubblicato poesie, romanzi, saggi, un'autobiografia e le sue opere sono state tradotte in 11 lingue.
Ha ricevuto numerosi riconoscimenti tra i quali il Premio letterario dell'Unione europea nel 2013 per Il tavolo di ciliegio e il Premio letterario Konrad-Adenauer-Stiftung nel 2015.

## Opere principali

### Narrativa
- È morto Tito (Tito ist tot, 2002), Rovereto, Zandonai, 2010 traduzione di Giusi Drago ISBN 978-88-95538-29-7.
- Der Spieler der inneren Stunde (2005)
- Der Windsammler (2007)
- La meoria delle libellule (Das Gedächtnis der Libellen, 2010), Rovereto, Zandonai, 2013 traduzione di Isabella Amico di Meane ISBN 978-88-98255-00-9.
- Il tavolo di ciliegio (Kirschholz und alte Gefühle, 2012), Milano-Udine, Mimesis, 2017 traduzione di Stefano Zangrando ISBN 978-88-575-3986-7.
- Mein weißer Frieden (2014)
- Das Wasser unserer Träume (2016)

### Poesia
- Ein Kolibri kam unverwandelt (2007)
- Lichtorgeln (2008)
- Quittenstunden (2011)

### Saggistica
- Das Auge hinter dem Auge (2015)
- Wahrheit kann niemand verbrennen. Über die Blickrichtung der Liebe bei Mechthild von Magdeburg (2018)
- Poetische Vernunft im Zeitalter gusseiserner Begriffe (2019)
- Die Ohren der Sprache schlafen nicht (2019)

### Memoir
- Il mio approdo alle parole: stelle, colori (Sterne erben, Sterne färben. Meine Ankunft in Wörtern, 2007), Roma, Aracne, 2012 traduzione di Barbara Ivancic e Valentina Piazza ISBN 978-88-548-4789-7.

## Premi e riconoscimenti
- Premio letterario dell'Unione europea: 2013 vincitrice con Il tavolo di ciliegio
- Premio letterario Konrad-Adenauer-Stiftung: 2015